# 石川哥山
石川 哥山（いしかわ かざん、生没年不詳）とは、江戸時代の浮世絵師。

## 来歴
師系・経歴不明。哥山と号す。作画期は文化の頃で菊川派の画風とされ、錦絵などを残している。

## 作品
- 「蕪図」　摺物
- 「三景之内厳島　玉屋内花紫」　大判錦絵